# Herrnschwende
Herrnschwende là một đô thị ở huyện Sömmerda trong bang Thüringen, Đức. Đô thị này có diện tích 8,57 km2, dân số cuối năm 2006 là 321 người.